# Baluwa
Baluwa (nep. बालुवा) – gaun wikas samiti w środkowej części Nepalu w strefie Bagmati w dystrykcie Katmandu. Według nepalskiego spisu powszechnego z 2001 roku liczył on 833 gospodarstw domowych i 4245 mieszkańców (2092 kobiet i 2153 mężczyzn).